# Serie hipergeométrica
En matemáticas, una serie hipergeométrica es una serie de potencias donde el k-ésimo coeficiente de la serie es una función racional de k. Si la serie converge, define una función hipergeométrica cuyo dominio es algún subconjunto de los números complejos. Generalmente, estas funciones hipergeométricas se representan mediante la notación pFq(a1,a2,... ;b1, b2,...;z). El primer caso estudiado corresponde a la serie hipergeométrica ordinaria o gaussiana 2F1(a,b;c;z), que fue estudiada sistemáticamente por Carl Friedrich Gauss, aunque anteriormente, Leonhard Euler ya había estudiado este tipo de estructura.(1)

## Definición
De la manera más general, se formulan de la siguiente manera:
{\displaystyle {}_{p}{F}_{q}(a_{1},\ldots ,a_{p};b_{1},\ldots ,b_{q};z)=\sum _{n=0}^{\infty }{\frac {(a_{1})_{n}(a_{2})_{n}\ldots (a_{p})_{n}}{(b_{1})_{n}(b_{2})_{n}\ldots (b_{q})_{n}}}\;{\frac {z^{n}}{n!}}}
donde
{\displaystyle (a)_{n}=a(a+1)(a+2)\ldots (a+n-1)}
es el símbolo de Pochhammer.

## Convergencia
Hay ciertos valores de aj y bk para los cuales el numerador o el denominador de los coeficientes es 0.
- Si algún aj es un entero negativo (0, −1, −2, etc.) entonces la serie solo tiene un número finito de término, y es, de hecho un polinomio de grado -aj.
- Si algún bk es un entero negativo (exceptuando el caso previo con -bk < aj) entonces los denominadores se hacen 0 y la serie es indefinida.

Excluyendo estos casos, el Criterio de d'Alembert puede ser aplicado y determina el radio de convergencia.
- Si p=q+1 entonces el ratio de los coeficientes se aproxima a 1. Esto implica que el radio de convergencia es 1.
- Si p≤q entonces el ratio de los coeficientes se aproxima a 0. Esto implica que el radio de convergencia es infinito.
- Si p>q+1 entonces el ratio de los coeficientes tiende a infinito. Esto implica que el radio de convergencia es 0 y la serie no define una función analítica.

La cuestión de convergencia para p=q+1 cuando z está en el círculo unitario es más difícil. Está demostrado que las serie convergen absolutamente en z=1 si 
{\displaystyle \Re \left(\sum b_{k}-\sum a_{j}\right)>0}.

## Aplicaciones
Las funciones hipergeométricas forman una vasta familia de funciones que incluye entre otras a las funciones de Bessel, la función Gamma incompleta, la función error, integrales elípticas y polinomios ortogonales. El que esto sea así, se debe a que las funciones hipergeométricas son soluciones de una clase muy general de ecuaciones diferenciales ordinarias de segundo orden: las ecuaciones diferenciales hipergeométricas.